# جلال‌الدوله
سلطان حسین میرزا ملقب به جلال الدوله فرزند ارشد مسعود میرزا ظل السلطان، از شاهزادگان قاجار و نوه ناصرالدین شاه بود.
پدرش سال‌ها حاکم اصفهان بود و مادرش همدم الملوک دختر میرزا تقی‌خان امیرکبیر بود.
وی از سال ۱۲۶۰ هجری خورشیدی تا ۱۲۶۶ خورشیدی حاکم فارس بود و مدت کوتاهی هم به حکومت لرستان منصوب شد. سپس از سال ۱۲۷۴ تا ۱۲۷۶ از طرف پدرش حاکم یزد شد. بعدها بار دیگر در سال ۱۲۷۹ از طرف مظفرالدین‌شاه به حکومت یزد منصوب شد و تا ۱۲۸۳ در این سمت باقی ماند. سال ۱۲۸۴ وی را به ریاست قورخانه تهران منصوب کردند.
او دو بار حاکم یزد شد (یک بار از طرف پدرش و یک بار مستقیماً از طرف شاه). برخی مورخان وی را به بی‌رحمی بی‌اندازه و سوء استفاده جنسی از دختران و پسران جوان متهم کرده‌اند.
در دوران استبداد صغیر جلال‌الدوله از طرفداران مشروطه بود و علیه محمدعلی شاه فعالیت می‌کرد. محمدعلی شاه او را در باغ شاه زندانی کرد و در جریان به‌توپ بستن مجلس خانه او و پدرش ظل‌السلطان به همراه خانه‌های بانو عظمی و ظهیرالدوله توسط قزاق‌ها غارت شد. پس از آن شاه، جلال‌الدوله را به اروپا تبعید کرد. او در فرانسه به عضویت «انجمن ایرانیان پاریس» درآمد که کانونی برای مبارزه علیه محمدعلی شاه بود. در ۱۳۲۸ قمری به ایران بازگشت و سال بعد از طرف حکومت مشروطه به حکومت کرمان منصوب شد. او در ۱۵ صفر ۱۳۳۲ قمری بر اثر قولنج کلیه درگذشت و در مقبره ناصرالدین‌شاه در شهر ری به خاک سپرده شد.